# Bracon brevitemporis
Bracon brevitemporis är en stekelart som beskrevs av Vladimir Ivanovich Tobias 1959. Bracon brevitemporis ingår i släktet Bracon och familjen bracksteklar. Inga underarter finns listade.